# Niederer Fläming
Niederer Fläming es un municipio situado en el distrito de Teltow-Fläming, en el estado federado de Brandeburgo (Alemania), a una altitud de 100 metros. Su población a finales de 2016 era de unos 3000 habs. y su densidad poblacional, 17 hab/km².